# Ladislav Lohniský
Ladislav Lohniský (1. března 1906 Hrotovice – 24. října 1942 Mauthausen) byl český odbojář.

## Biografie
Ladislav Lohniský se narodil v roce 1906 v Hrotovicích, jeho otcem byl Leopold Lohniský, matkou Marie Lohniská. Působil v Hrotovicích, stejně jako jeho mladší bratr Leopold. Leopold se zapojil spolu se Štěpánem Bouzarem do pomoci československým parašutistům, roku 1941 byl zatčen, ale uprchl. Znovu byl zatčen v roce 1942. Dne 2. června 1942 byl zatčen v Hrotovicích i Ladislav, při zatčení i u něj byla nalezena zbraň, za což byl v době stanného práva trest smrti. Byl vyslýchán v Praze, stejně jako bratr. Byli odvezeni do koncentračního tábora v Terezíně a dne 22. října 1942 pak do KT Mauthausen. Tam byli s bratrem 24. října téhož roku popraveni.
Po smrti byl vyznamenán Československým válečným křížem, je uveden na pomníku obětem v Národním památníku obětem heydrichiády v Praze. a na památníku obětem druhé světové války v Hrotovicích.